# Eriocaulon huanchacanum
Eriocaulon huanchacanum är en gräsväxtart som beskrevs av Nancy Hensold. Eriocaulon huanchacanum ingår i släktet Eriocaulon och familjen Eriocaulaceae.
Artens utbredningsområde är Bolivia. Inga underarter finns listade i Catalogue of Life.